# A Reality Tour (álbum)
A Reality Tour es un álbum en vivo de David Bowie que fue lanzado el 25 de enero de 2010. El álbum cuenta con las actuaciones en Dublín del 22 y 23 de noviembre de 2003 durante su gira de conciertos A Reality Tour. Esta es una versión en audio del vídeo del concierto del mismo nombre, excepto que añade tres temas extra. La descarga digital en iTunes añade dos bonus tracks más.

## Personal
- David Bowie: Voz, guitarra, Estilófono y armónica.
- Earl Slick: Guitarra
- Gerry Leonard: Guitarra
- Gail Ann Dorsey: Bajo eléctrico y coros.
- Sterling Campbell: Batería.
- Mike Garson: Piano y Teclado eléctrico.
- Catherine Russell: Teclado eléctrico, percusión, guitarra acústica y coros.

## Lista de canciones
Todas las canciones fueron escritas por David Bowie excepto las notificadas.

### Disco uno
- "Rebel Rebel" – 3:30
- "New Killer Star" – 4:59
- "Reality" – 5:08
- "Fame" (Bowie, John Lennon, Carlos Alomar) – 4:12
- "Cactus" (Black Francis) – 3:01
- "Sister Midnight" (Bowie, Alomar, Iggy Pop) – 4:37
- "Afraid" – 3:28
- "All the Young Dudes" – 3:48
- "Be My Wife" – 3:15
- "The Loneliest Guy" – 3:58
- "The Man Who Sold the World" – 4:18
- "Fantastic Voyage" (Bowie, Brian Eno) – 3:13
- "Hallo Spaceboy" (Bowie, Eno) – 5:28
- "Sunday" – 7:56
- "Under Pressure" (Bowie, Freddie Mercury, John Deacon, Brian May, Roger Taylor) – 4:18
- "Life on Mars?" – 4:40
- "Battle for Britain" (Bowie, Reeves Gabrels, Mark Plati) – 4:55

### Disco dos
- "Ashes to Ashes" – 5:46
- "The Motel" – 5:44
- "Loving the Alien" – 5:17
- "Never Get Old" – 4:18
- "Changes" – 3:51
- "I'm Afraid of Americans" (Bowie, Eno) – 5:17
- "Heroes" (Bowie, Eno) – 6:58
- "Bring Me the Disco King" – 7:56
- "Slip Away" – 5:56
- "Heathen" – 6:24
- "Five Years" – 4:19
- "Hang On to Yourself" – 2:50
- "Ziggy Stardust" – 3:44
- "Fall Dog Bombs the Moon" – 4:11
- "Breaking Glass" (Bowie, Dennis Davis, George Murray) – 2:27
- "China Girl" (Bowie, Pop) – 4:18

"Fall Dog Bombs the Moon" y "China Girl" no están incluidas en el vídeo del concierto.

### Bonus Tracks (Descarga Digital eniTunes)
- "5:15 The Angels Have Gone" – 5:22
- "Days" – 3:25

## Posicionamiento en las listas
| País           | Lista                                         | Posición (2010) |
| -------------- | --------------------------------------------- | --------------- |
| Argentina      | Top 20                                        | 3               |
| Austria        | Austrians Charts                              | 69              |
| Bélgica        | Ultratop Flandes                              | 27              |
| Bélgica        | Ultratop Valonia                              | 18              |
| Estados Unidos | Billboard 200                                 | 191             |
| Francia        | Syndicat National de l'Édition Phonographique | 66              |
| Irlanda        | Irish Albums Chart                            | 33              |
| Países Bajos   | MegaCharts                                    | 57              |
| Portugal       | Portuguese Charts                             | 24              |
| Reino Unido    | UK Albums Chart                               | 53              |
| Suiza          | Schweizer Hitparade                           | 71              |